# 船員保険法
船員保険法（せんいんほけんほう、昭和14年4月6日法律第73号）は、船員という特殊性にかんがみ、船員またはその被扶養者の職務外の事由による疾病、負傷もしくは死亡または出産に関して保険給付を行うとともに、労働者災害補償保険による保険給付と併せて船員の職務上の事由または通勤による疾病、負傷、障害または死亡に関して保険給付を行うこと等により、船員の生活の安定と福祉の向上に寄与することに関する日本の法律である。
1939年（昭和14年）に制定された当時は政府管掌とされ、年金、医療、失業、労災を包括する総合保険として出発したが、年金・失業・労災の部分はそれぞれ一般の厚生年金・雇用保険・労災保険に移行したため、それらの規定は削除され、現在は医療部門と船員保険独自の給付のみが残っている。また管掌も政府から全国健康保険協会に代わっている。

## 構成
- 第一章 総則（第1条 - 第3条）
- 第二章 保険者（第4条 - 第10条）
- 第三章 被保険者 
  - 第一節 資格（第11条 - 第15条）
  - 第二節 標準報酬月額及び標準賞与額（第16条 - 第23条）
  - 第三節 届出等（第24条 - 第28条）
- 第四章 保険給付 
  - 第一節 通則（第29条 - 第52条）
  - 第二節 職務外の事由による疾病、負傷若しくは死亡又は出産に関する保険給付 
    - 第一款 療養の給付並びに入院時食事療養費、入院時生活療養費、保険外併用療養費、療養費、訪問看護療養費及び移送費の支給（第53条 - 第68条）
    - 第二款 傷病手当金及び葬祭料の支給（第69条 - 第72条）
    - 第三款 出産育児一時金及び出産手当金の支給（第73条 - 第75条）
    - 第四款 家族療養費、家族訪問看護療養費、家族移送費、家族葬祭料及び家族出産育児一時金の支給（第76条 - 第82条）
    - 第五款 高額療養費及び高額介護合算療養費の支給（第83条・第84条）

  - 第三節 職務上の事由若しくは通勤による疾病、負傷、障害若しくは死亡又は職務上の事由による行方不明に関する保険給付 
    - 第一款 休業手当金の支給（第85条・第86条）
    - 第二款 障害年金及び障害手当金の支給（第87条 - 第92条）
    - 第三款 行方不明手当金の支給（第93条 - 第96条）
    - 第四款 遺族年金の支給（第97条 - 第102条）

  - 第四節 保険給付の制限（第103条 - 第110条）
- 第五章 保健事業及び福祉事業（第111条）
- 第六章 費用の負担（第112条 - 第137条）
- 第七章 不服申立て（第138条 - 第141条）
- 第八章 雑則（第142条 - 第155条）
- 第九章 罰則（第156条 - 第161条）
- 附則